# Butocarboxim
Butocarboxim ist ein Gemisch von vier isomeren chemischen Verbindungen aus der Gruppe der Carbamate und Oxime.

## Gewinnung und Darstellung
Butocarboxim kann durch Reaktion von 3-Chlor-2-butanon  mit Methylmercaptan und anschließend mit Hydroxylaminhydrochlorid und Methylisocyanat gewonnen werden.

## Eigenschaften
Butocarboxim ist ein farbloser Feststoff, der sich in Wasser löst. Er zersetzt sich beim Erhitzen vor Erreichen des Siedepunktes (ab 80 °C). Das technische Produkt besteht etwa zu 85 bis 90 % aus dem racemischen (E)-Isomer und 10 bis 15 % aus dem racemischen (Z)-Isomer. Im Boden wird es zu Butocarboximsulfoxid und Butocarboximsulfon (Butoxycarboxim) abgebaut. In Säugetieren wird es zu Butoxycarboxim umgesetzt. Die Verbindung ist stabil gegenüber UV-Licht und in Lösung im neutralen sowie leicht alkalischen und saurem Bereich.

## Verwendung
Butocarboxim wird als Akarizid und Insektizid (hauptsächlich gegen Gleichflügler und Spinnmilben) verwendet. Die Wirkung beruht auf der Hemmung der Acetylcholinesterase.

## Zulassung
Butocarboxim wurde nicht in die Liste der in der Europäischen Union zulässigen Pflanzenschutzmittel-Wirkstoffe aufgenommen. In Deutschland, Österreich und der Schweiz sind keine Pflanzenschutzmittel mit diesem Wirkstoff zugelassen.